# Liste der Wappen in Rheinland-Pfalz
Diese Liste zeigt die Wappen in Rheinland-Pfalz mit seinen Landkreisen und kreisfreien Städten. Weitere Wappen  sind über die Navigationsleiste am Ende der Seite erreichbar.
Die Elemente des Landeswappens finden sich häufig wieder in den Wappen der Städte und Gemeinden. Dieses zeigt das rote Kreuz des Erzbistums und Kurfürstentums Trier, das silberne Rad auf rotem Grund des Erzbistums und Kurfürstentums Mainz, sowie den kurpfälzischen Löwen.

## Rheinland-Pfalz
Hauptartikel: Landeswappen von Rheinland-Pfalz
| Bundesland      | Wappen                           | Kommentare |
| --------------- | -------------------------------- | --- |
| Rheinland-Pfalz | Landeswappen von Rheinland-Pfalz | Durch Gesetz festgelegt am 10. Mai 1948: „Landesfarben und Landeswappen bestimmt ein Gesetz.“ „Die Landesfarben sind schwarz-rot-gold.“ „Das Landeswappen hat die Form des heraldischen Rundschildes. Dieser ist durch eine aufsteigende eingebogene Spitze gespalten und zeigt rechts in silbernem Feld ein rotes durchgehendes Kreuz, links in rotem Feld ein silbernes sechsspeichiges Rad und in der aufsteigenden schwarzen Spitze einen rotgekrönten, rotbewehrten goldenen Löwen. Das Wappen ist von einer goldenen Volkskrone (Weinlaub) überhöht.“ |

## Landkreise
| Landkreis               | Wappen                                     | Kommentare |
| ----------------------- | ------------------------------------------ | --- |
| Ahrweiler               | Wappen des Landkreises Ahrweiler           | Genehmigt am 5. Juli 1927 durch das Preußische Staatsministerium: „Geviert: Vorn oben in Silber (Weiß) ein durchgehendes schwarzes Kreuz, oben hinten in Gold (Gelb) ein rot bewehrter schwarzer Adler, vorn unten in Gold (Gelb) ein rot bewehrter schwarzer Löwe, hinten unten in Grün ein silberner Schrägwellenbalken.“                                 |
| Altenkirchen            | Wappen des Landkreises Altenkirchen        | Genehmigt am 11. Dezember 1967 mit Urkunde des Ministeriums des Innern: „Von Rot und Gold gespalten durch eingeschobene, eingebogene, aufsteigende silberne Spitze, darin von Schwarz und Rot geschliffenes Balkenkreuz; vorn in Rot ein blaugewehrter, doppelschweifiger, herschauender Löwe; hinten in Gold ein schwarzer Maueranker.“                    |
| Alzey-Worms             | Wappen des Landkreises Alzey-Worms         | Genehmigt am 25. Januar 1970 mit Urkunde des Ministeriums des Innern: „Geteilt, oben in Gold ein liegender roter Drache mit erhobener rechter Pranke, unten in Rot eine schräg links liegende goldene Fiedel.“ |
| Bad Dürkheim            | Wappen des Landkreises Bad Dürkheim        | Genehmigt am 22. Januar 1973 mit Urkunde des Ministeriums des Innern und für Sport: „Gespalten durch einen mit zwei blauen Trauben mit grünen Weinblättern belegten silbernen Pfahl von Schwarz und Blau; rechts ein linksgewendeter, rotbewehrter, schreitender goldener Löwe; links ein rotbewehrter silberner Adler.“                                    |
| Bad Kreuznach           | Wappen des Landkreises Bad Kreuznach       | Genehmigt am 13. September 1939 durch das Preußische Staatsministerium: „Geteilt; oben in Schwarz ein wachsender rot bewehrter, gekrönter und bezungter goldener Löwe, unten in vier Reihen von Blau und Gold geschacht.“ |
| Bernkastel-Wittlich     | Wappen des Landkreises Bernkastel-Wittlich | Genehmigt am 21. Dezember 1971: „Unter silbernem Schildhaupt, darin ein durchgehendes rotes Kreuz, durch eine eingebogene von Rot und Silber geschachte Spitze, gespalten; vorn in Gold ein roter Krebs, hinten in Rot zwei aufrechte abgewendete silberne Schlüssel, deren Schließblätter halb aufeinander gelegt sind..“                                  |
| Birkenfeld              | Wappen des Landkreises Birkenfeld          | Genehmigt am 28. Juli 1949: „Geschacht von Rot und Silber; belegt mit einem gold bewehrten und gekrönten, rot gezungten blauen Löwen.“ (Wappen .) |
| Cochem-Zell             | Wappen des Landkreises Cochem-Zell         | Genehmigt am 7. Juni 1969: „Schräglinks geteilt; oben in Silber eine durchgehendes rotes Kreuz, belegt mit einem silbernen Hifthorn mit goldenem Riemen; hinten in Schwarz ein wachsender, rot bewehrter, gekrönter und gezungter goldener Löwe.“ |
| Donnersbergkreis        | Wappen des Donnersbergkreises              | Genehmigt am 4. September 1981: „Durch eine eingebogene grüne Spitze, darin eine strahlende goldene Sonne, gespalten; vorn in Gold ein rotes, hinten in Silber ein blaues sechsspeichiges Rad.“ |
| Eifelkreis Bitburg-Prüm | Wappen des Eifelkreises Bitburg-Prüm       | Genehmigt am 27. August 1973: „Geviert; 1 in Silber ein durchgehendes rotes Kreuz; 2 in Rot ein goldener Turm mit blauem Tor, begleitet von je einem silbernen sechsstrahligen Stern über silbernem Nagelspitzkreuz; 3 in Rot ein silbernes Lamm mit weißer Fahne, darauf ein rotes Kreuz (Salvatorlamm); 4 neunmal geteilt von Silber und Blau.“           |
| Germersheim             | Wappen des Landkreises Germersheim         | Genehmigt am 16. Februar 1976: „Durch einen silbernen Wellenbalken geteilt; oben ein wachsender, rot bewehrter, gekrönter und bezungter goldener Löwe, unten in Blau ein durchgehendes silbernes Kreuz; im blauen Herzschild und rot bewehrter und gezungter goldener Adler.“                                                                               |
| Kaiserslautern          | Wappen des Landkreises Kaiserslautern      | Genehmigt am 14. Dezember 1959: „Unter goldenem Schildhaupt, darin ein wachsender, rot bewehrter und gezungter schwarzer Adler, in Schwarz durch eine rot bordierten, silbernen, mit einem aufrechten blauen Fisch belegten Pfahl gespalten; vorn ein rot bewehrter, gekrönter und bezungter goldener Löwe, hinten fünf (2:1:2 gestellte) silberne Kugeln.“ |
| Kusel                   | Wappen des Landkreises Kusel               | Genehmigt am 13. Dezember 1965: „Gespalten; vorn in Schwarz ein linksgewendeter rot bewehrter und bezungter goldener Löwe, hinten in Silber ein rot bewehrter und bezungter blauer Löwe.“ |
| Mainz-Bingen            | Wappen des Landkreises Mainz-Bingen        | Genehmigt am 6. Mai 1970: „Unter goldenem Schildhaupt, darin ein rot bewehrter und bezungter schwarzer Adler, gespalten; vorn in Rot ein sechsspeichiges silbernes Rad, hinten in Schwarz ein rot bewehrter, gekrönter und gezungter goldener Löwe.“ |
| Mayen-Koblenz           | Wappen des Landkreises Mayen-Koblenz       | Genehmigt am 27. April 1971: „In Grün ein silberner Wellenbalken, begleitet oben von einer goldenen Krone, unten von einem silbernen Maienbaum.“ |
| Neuwied                 | Wappen des Landkreises Neuwied             | Genehmigt am 14. Juli 1927: „In Silber eine eingeschweifte goldene Spitze, darin ein schreitender blauer Pfau mit gesenktem Schweif; vorn ein durchgehendes schwarzes, hinten rotes Kreuz.“ |
| Rhein-Hunsrück-Kreis    | Wappen des Rhein-Hunsrück-Kreises          | Genehmigt am 7. Juni 1969: „Unter sechsmal von Blau und Gold gestücktem Schildhaupt, gespalten; vorn in Gold ein linksgewendeter rot bewehrter schwarzer Adler, hinten in Schwarz ein rot bewehrter, gekrönter und gezungter goldener Löwe.“ |
| Rhein-Lahn-Kreis        | Wappen des Rhein-Lahn-Kreises              | Genehmigt am 26. Januar 1970: „Schräggeteilt von Blau und Rot, belegt mit einem goldenen Löwen.“ |
| Rhein-Pfalz-Kreis       | Wappen des Rhein-Pfalz-Kreises             | Genehmigt am 28. Oktober 1977: „Durch einen silbernen schräglinken Wellenbalken geteilt; vorn in Schwarz ein linksgewendeter rot bewehrter und gezungter goldener Löwe; hinten in Blau ein schwebendes silbernes Kreuz; im roten Herzschild sich zweimal kreuzende goldene Seerosenblätter.“                                                                |
| Südliche Weinstraße     | Wappen des Landkreises Südliche Weinstraße | Genehmigt am 24. Juni 1970: „Durch eine silbernen Schräglinksbalken geteilt; vorn in Schwarz ein linksgewendeter, rot bewehrter und gezungter goldener Löwe, hinten in Blau ein schwebendes silbernes Kreuz, beseitet oben und unten von je einer goldenen gestielten Weintraube mit Blatt, im roten Herzschild eine goldene Kaiserkrone.“                  |
| Südwestpfalz            | Wappen des Landkreises Südwestpfalz        | Genehmigt an 20. Dezember 1972: „Gespalten, vorn in Gold drei rote Sparren, hinten ein rot bewehrter, gekrönter und gezungter goldener Löwe.“ |
| Trier-Saarburg          | Wappen des Landkreises Trier-Saarburg      | Genehmigt am 31. März 1970: „Neunmal von Silber und Blau geteilt, überdeckt von einem durchgehenden roten Kreuz, das mit einem goldenen Herzschild belegt ist, darin auf schwarzem Berg eine rote Zinnenburg mit nach vorn gerücktem Spitzentürmchen.“ |
| Vulkaneifel             | Wappen des Landkreises Vulkaneifel         | Genehmigt am 25. Februar 1951: „Gespalten; vorn in Silber ein durchgehendes rotes Kreuz, hinten in Gold ein aufgerichteter rotbewehrter und gezungter schwarzer Löwe; im goldenen Herzschild ein durch jeweils drei Schrägleisten gebildetes rotes Gitter.“                                                                                                 |
| Westerwaldkreis         | Wappen des Westerwaldkreises               | Genehmigt am 2. Februar 1976: „In Silber ein grüner Schrägbalken; oben eine zylindrische, altdeutsche blaue Kanne mit silbernen Riffeln und drei ovalen silbernen Medaillons, unten wachsend sieben silbern berandete, sechseckige schwarze Basaltsäulen unterschiedlicher Höhe.“                                                                           |

## Kreisfreie Städte

Frankenthal
Kaiserslautern
Koblenz
Landau
Ludwigshafen
Mainz, siehe auch Mainzer Rad
Neustadt an der Weinstraße
Pirmasens
Speyer
Trier
Worms
Zweibrücken